# Hakan Şükür
Hakan Şükür (Adapazarı, 1 de setembro de 1971) é um ex-futebolista turco que atuava como centroavante.
Um dos maiores ídolos da história do Galatasaray, é considerado por muitos o maior jogador turco de todos os tempos. Centroavante clássico e de grande porte físico, tinha como características a excelente finalização, o bom posicionamento, faro de gol e excelente cabeceio.
Ganhou fama por ser um dos atacantes mais prolíficos da década de 1990. Entre 1996 e 1999, rivalizou gol a gol com Ronaldo e Jardel na briga pela Chuteira de Ouro, prêmio dado ao maior artilheiro do futebol europeu. Está no Guiness Book como autor do gol mais rápido numa Copa do Mundo, marcado na de 2002.

## Carreira
Atuou na maior parte de sua carreira pelo Galatasaray, sendo três vezes Gol Krali (prêmio dado ao artilheiro anual da Süper Lig), tendo três passagens pelo clube e 14 títulos conquistados. É o maior artilheiro da história do Galatasaray, da história do Campeonato Turco e o maior artilheiro turco na Liga dos Campeões da UEFA.
Ao longo de duas décadas, Şükür foi somando recordes a serviço da sua Seleção. Conquistou tal popularidade na Turquia que o seu casamento foi televisionado ao vivo.
Şükür foi por bastante tempo o nome no topo da lista de melhores marcadores de jogos oficiais de seleções organizados pela UEFA, com 22 gols, um registo que inclui jogos de apuramento e de fases finais, lugar agora ocupado pelo português Cristiano Ronaldo.

## Seleção Nacional
É o maior goleador da Seleção Turca, com 51 gols em 112 partidas. Na Copa do Mundo FIFA de 2002, realizada no Japão e na Coreia, anotou o gol mais rápido da história das Copas: levou impressionantes 10,8 segundos para violar as redes da anfitriã Coreia do Sul, na disputa do terceiro lugar. A Turquia venceu por 3 a 2.
Dois anos antes, fez parte da Seleção Turca que chegou às quartas de final da Eurocopa de 2000. Posteriormente, aos 35 anos, marcou quatro gols numa partida contra a Moldávia, válida pelas Eliminatórias da Eurocopa de 2008.

### Gols pela Seleção
|     | Data                   | Local                          | Adversário           | Placar | Resultado | Competição               |
| --- | ---------------------- | ------------------------------ | -------------------- | ------ | --------- | ------------------------ |
| 1.  | 8 de abril de 1992     | Ankara, Turquia                | Dinamarca            | 2–1    | Vitória   | Amistoso                 |
| 2.  | 26 de agosto de 1992   | Trabzon, Turquia               | Bulgária             | 3–2    | Vitória   | Amistoso                 |
| 3.  | 26 de agosto de 1992   | Trabzon, Turquia               | Bulgária             | 3–2    | Vitória   | Amistoso                 |
| 4.  | 28 de outubro de 1992  | Ankara, Turquia                | San Marino           | 4–1    | Vitória   | Elim. Copa do Mundo 1994 |
| 5.  | 28 de outubro de 1992  | Ankara, Turquia                | San Marino           | 4–1    | Vitória   | Elim. Copa do Mundo 1994 |
| 6.  | 27 de outubro de 1993  | Istanbul, Turquia              | Polónia              | 2–1    | Vitória   | Elim. Copa do Mundo 1994 |
| 7.  | 7 de setembro de 1994  | Budapeste, Hungria             | Hungria              | 2–2    | Empate    | Elim. Euro 1996          |
| 8.  | 12 de outubro de 1994  | Istanbul, Turquia              | Islândia             | 5–0    | Vitória   | Elim. Euro 1996          |
| 9.  | 12 de outubro 1994     | Istanbul, Turquia              | Islândia             | 5–0    | Vitória   | Elim. Euro 1996          |
| 10. | 26 de abril de 1995    | Berna, Suíça                   | Suíça                | 1–2    | Vitória   | Elim. Euro 1996          |
| 11. | 6 de setembro de 1995  | Istanbul, Turquia              | Hungria              | 2–0    | Vitória   | Elim. Euro 1996          |
| 12. | 6 de setembro de 1995  | Istanbul, Turquia              | Hungria              | 2–0    | Vitória   | Elim. Euro 1996          |
| 13. | 15 de novembro de 1995 | Estocolmo, Suécia              | Suécia               | 2–2    | Empate    | Elim. Euro 1996          |
| 14. | 1 de maio de 1996      | Samsun, Turquia                | Ucrânia              | 3–2    | Vitória   | Amistoso                 |
| 15. | 10 de novembro de 1996 | Istanbul, Turquia              | San Marino           | 7–0    | Vitória   | Elim. Copa do Mundo 1998 |
| 16. | 10 de novembro de 1996 | Istanbul, Turquia              | San Marino           | 7–0    | Vitória   | Elim. Copa do Mundo 1998 |
| 17. | 2 de abril de 1997     | Bursa, Turquia                 | Países Baixos        | 1–0    | Vitória   | Elim. Copa do Mundo 1998 |
| 18. | 20 de agosto de 1997   | Istanbul, Turquia              | País de Gales        | 6–4    | Vitória   | Elim. Copa do Mundo 1998 |
| 19. | 20 de agosto de 1997   | Istanbul, Turquia              | País de Gales        | 6–4    | Vitória   | Elim. Copa do Mundo 1998 |
| 20. | 20 de agosto de 1997   | Istanbul, Turquia              | País de Gales        | 6–4    | Vitória   | Elim. Copa do Mundo 1998 |
| 21. | 20 de agosto de 1997   | Istanbul, Turquia              | País de Gales        | 6–4    | Vitória   | Elim. Copa do Mundo 1998 |
| 22. | 10 de setembro de 1997 | Serravalle, San Marino         | San Marino           | 0–5    | Vitória   | Elim. Copa do Mundo 1998 |
| 23. | 10 de outubro de 1998  | Bursa, Turquia                 | Alemanha             | 1–0    | Vitória   | Elim. Euro 2000          |
| 24. | 27 de março de 1999    | Istanbul, Turquia              | Moldávia             | 2–0    | Vitória   | Elim. Euro 2000          |
| 25. | 5 de junho de 1999     | Helsinki, Finlândia            | Finlândia            | 2–4    | Vitória   | Elim. Euro 2000          |
| 26. | 5 de junho de 1999     | Helsinki, Finlândia            | Finlândia            | 2–4    | Vitória   | Elim. Euro 2000          |
| 27. | 19 de junho de 2000    | Bruxelas, Bélgica              | Bélgica              | 2–0    | Vitória   | Euro 2000                |
| 28. | 19 de junho de 2000    | Bruxelas, Bélgica              | Bélgica              | 2–0    | Vitória   | Euro 2000                |
| 29. | 11 de outubro de 2000  | Baku, Azerbaijão               | Azerbaijão           | 0–1    | Vitória   | Elim. Copa do Mundo 2002 |
| 30. | 24 de março de 2001    | Istanbul, Turquia              | Eslováquia           | 1–1    | Empate    | Elim. Copa do Mundo 2002 |
| 31. | 2 de junho de 2001     | Istanbul, Turquia              | Azerbaijão           | 3–0    | Vitória   | Elim. Copa do Mundo 2002 |
| 32. | 15 de agosto de 2001   | Oslo, Noruega                  | Noruega              | 1–1    | Empate    | Amistoso                 |
| 33. | 1 de setembro de 2001  | Bratislava, Eslováquia         | Eslováquia           | 0–1    | Vitória   | Elim. Copa do Mundo 2002 |
| 34. | 5 de setembro de 2001  | Istanbul, Turquia              | Suécia               | 1–2    | Derrota   | Elim. Copa do Mundo 2002 |
| 35. | 14 de novembro de 2001 | Istanbul, Turquia              | Áustria              | 5–0    | Vitória   | Elim. Copa do Mundo 2002 |
| 36. | 17 de abril de 2002    | Kerkrade, Países Baixos        | Chile                | 2–0    | Vitória   | Amistoso                 |
| 37. | 29 de junho de 2002    | Daegu, Coreia do Sul           | Coreia do Sul        | 2–3    | Vitória   | Copa do Mundo de 2002    |
| 38. | 11 de junho de 2003    | Istanbul, Turquia              | Macedônia do Norte   | 3–2    | Vitória   | Elim. Euro 2004          |
| 39. | 6 de setembro de 2003  | Vaduz, Liechtenstein           | Liechtenstein        | 0–3    | Vitória   | Elim. Euro 2004          |
| 40. | 9 de setembro de 2003  | Dublin, Irlanda                | Irlanda              | 2–2    | Empate    | Amistoso                 |
| 41. | 19 de novembro de 2003 | Istanbul, Turquia              | Letónia              | 2–2    | Draw      | Elim. Euro 2004          |
| 42. | 21 de maio de 2004     | Sydney, Austrália              | Austrália            | 1–3    | Vitória   | Amistoso                 |
| 43. | 21 de maio de 2004     | Sydney, Austrália              | Austrália            | 1–3    | Vitória   | Amistoso                 |
| 44. | 2 de junho de 2004     | Seul, Coreia do Sul            | Coreia do Sul        | 0–1    | Vitória   | Amistoso                 |
| 45. | 5 de junho de 2004     | Daegu, Coreia do Sul           | Coreia do Sul        | 2–1    | Derrota   | Amistoso                 |
| 46. | 18 de agosto de 2004   | Denizli, Turquia               | Bielorrússia         | 1–2    | Derrota   | Amistoso                 |
| 47. | 11 de outubro de 2006  | Frankfurt, Alemanha            | Moldávia             | 5–0    | Vitória   | Elim. Euro 2008          |
| 48. | 11 de outubro de 2006  | Frankfurt, Alemanha            | Moldávia             | 5–0    | Vitória   | Elim. Euro 2008          |
| 49. | 11 de outubro de 2006  | Frankfurt, Alemanha            | Moldávia             | 5–0    | Vitória   | Elim. Euro 2008          |
| 50. | 11 de outubro de 2006  | Frankfurt, Alemanha            | Moldávia             | 5–0    | Vitória   | Elim. Euro 2008          |
| 51. | 2 de junho de 2007     | Sarajevo, Bósnia e Herzegovina | Bósnia e Herzegovina | 3–2    | Derrota   | Elim. Euro 2008          |

## Política
Nas eleições gerais de 2011, foi eleito deputado pelo círculo de Istambul pelo partido AKP, do presidente Recep Erdogan. No entanto, alvo de investigação por corrupção, deixou o cargo e o partido dois anos depois, em 2013. Em 2015, por supostas críticas feitas ao presidente turco no Twitter, teve que fugir do país natal.
“O Erdogan tirou tudo de mim. Meu direito à liberdade, o direito de me explicar, de me expressar, de trabalhar. Não tenho mais nada”, conta Sükur, que diz ter tido todos os bens confiscados e o pai preso quando fugiu para os Estados Unidos. “Todas as pessoas ligadas a mim passam por dificuldades financeiras”

## Vida pessoal
Morando nos Estados Unidos desde 2015, Şükür adaptou-se ao país e passou a ganhar a vida como motorista de aplicativo.

## Títulos
Sakaryaspor
- Copa da Turquia: 1987–88

Galatasaray
- Süper Lig: 1992–93, 1993–94, 1996–97, 1997–98, 1998–99, 1999–2000, 2005–06 e 2007–08
- Copa da Turquia: 1992–93, 1995–96, 1998–99, 1999–00 e 2004–05
- Supercopa da Turquia: 1993 e 1997
- Copa da UEFA: 1999–00

Parma
- Copa da Itália: 2001–02

### Prêmios individuais
- Prêmio do Jubileu da UEFA: 2004
- Prêmio Golden Leg Legends: 2014
- Maior Artilheiro da Primeira Divisão do Mundo pela IFFHS: 1997 (38 gols)

### Artilharias
- Süper Lig de 1996–97 (38 gols)
- Süper Lig de 1997–98 (33 gols)
- Süper Lig de 1998–99 (19 gols)

### Recordes
- Maior artilheiro da Süper Lig: 249 gols em 489 jogos
- Maior artillheiro do Galatasaray: 297 gols em 545 jogos
- Maior artillheiro do Galatasaray na Süper Lig: 228 gols em 392 jogos
- Maior artilheiro turco na Liga dos Campeões da UEFA: 22 gols em 55 jogos
- Maior artilheiro da Seleção Turca: 51 gols em 112 jogos
- Gol mais rápido da Copa do Mundo FIFA: 10,8 segundos (Coreia do Sul 2–3 Turquia, 29 de junho de 2002)